# Tomás Marco Nadal
Pour les articles homonymes, voir Nadal.
 (octobre 2017).
Si vous disposez d'ouvrages ou d'articles de référence ou si vous connaissez des sites web de qualité traitant du thème abordé ici, merci de compléter l'article en donnant les références utiles à sa vérifiabilité et en les liant à la section « Notes et références ».
Tomás Marco Nadal, né le 28 juin 1929 à Badalone (Catalogne) et mort le 20 juillet 2000, est un dessinateur espagnol.

## Biographie
Il est le 3e garçon d'une famille de 5 enfants. Très tôt, il est passionné par le dessin, mais la mort de son père rend la vie plus difficile et il doit travailler très jeune.
Il dessine tout de même pendant ses rares moments libres et propose ses travaux aux maisons d'éditions de Barcelone sans succès.
Sous la pression familiale, il passe le concours des postes et se marie. Il pense enfin s'en sortir quand un éditeur anglais lui propose du travail, mais Nadal refuse de reprendre les travaux d'un autre artiste et l'aventure coupe court. Il se met alors au dessin animalier qui lui plait beaucoup, mais là encore les éditeurs barcelonais ne sont pas intéressés.
Finalement, c'est Impéria, l'éditeur lyonnais de Petit format qui vient le chercher car il est à la recherche de nouveaux dessinateurs pour ses fascicules. Celui qui signe dorénavant Marco peut enfin donner libre cours à son talent et crée Kalar.
Ce personnage sera son chef-d'œuvre. Il lui consacrera plus de vingt ans à dessiner chaque mois une soixantaine de pages.

## Publications
- Pimpf Mag no 2 : Kalar par Thomas Marco Nadal, Jean-Paul Rausch.